# ورانووو
ورانووو (به صربی: Vranovo) یک منطقهٔ مسکونی در صربستان است که در اسمدرفو واقع شده‌است. ورانووو ۲٬۶۸۲ نفر جمعیت دارد.